# Rolls-Royce 20/25hp
Rolls-Royce 20/25hp är en personbil, tillverkad av den brittiska biltillverkaren Rolls-Royce mellan 1929 och 1936.
1929 vidareutvecklades den lilla Rollsen till 20/25hp. Största skillnaden var en större motor, så att bilen skulle orka med tyngre karosser. Genom att borra upp cylinderdiametern till 82,6 mm ökades cylindervolymen till 3669 cm³. Effekten ökade till 70 hk. 1932 infördes växellåda med synkronisering på tredje och fjärde växeln.
Sedan Rolls-Royce köpt upp Bentley 1931 fick 20/25hp snart en syskonmodell i Bentley 3½ Litre.